# Erich Bauer

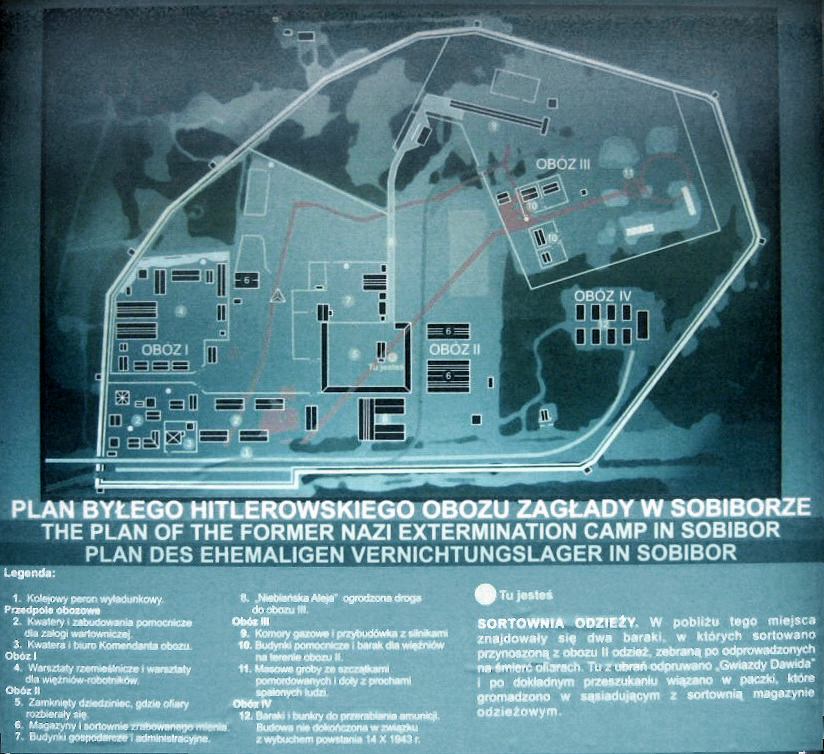
Plan över Sobibór med Lager III längst upp till höger.

Erich Hermann Bauer, född 26 mars 1900 i Berlin, död 4 februari 1980 i Berlin, var en tysk SS-Oberscharführer. Han deltog i Nazitysklands så kallade eutanasiprogram Aktion T4. Från oktober 1942 till november 1943 var Bauer kommendant för Lager III i förintelselägret Sobibór inom ramen för Operation Reinhard.

## Biografi
Erich Bauers far var tapetserare och dekoratör i Berlin. Efter folkskolan utbildade sig Bauer till svarvare. Han avlade dock inte något gesällprov, då han 1918 inkallades till värnplikt i Frankrike. Han blev fransk krigsfånge och frisläpptes 1920. Från 1923 arbetade han som busschaufför, och senare tjänstgjorde han vid Berliner Verkehrs-AG. Bauer inträdde i Sturmabteilung (SA) 1933 och i Nationalsocialistiska tyska arbetarepartiet (NSDAP) senare samma år.

### Aktion T4
I oktober 1939 inledde Nazityskland Aktion T4, vilket syftar på mord på fysiskt och mentalt handikappade personer samt andra som inte ansågs vara "livsdugliga". På olika så kallade eutanasiinstitut mördades dessa personer genom antingen giftinjektioner eller gas. Bauer anslöt sig till Aktion T4 1940 och tjänstgjorde som chaufför. Efter högljudda protester från bland andra Katolska kyrkan och Bekännelsekyrkan beordrade Adolf Hitler i augusti 1941 att Aktion T4 skulle avbrytas. 

### Sobibór
Bauer kommenderades i april 1942 till förintelselägret Sobibór i östra Generalguvernementet. I oktober 1942 blev Bauer kommendant för Lager III, där gasning och kremering av internerna ägde rum. Bauer skötte de dieselmotorer, vilka producerade gas till gaskamrarna. Enligt ett vittnesmål av Bauer tog det cirka 20 till 30 minuter, innan alla personer i gaskammaren var döda. Bauer fick öknamnet "Gasmeister".
Fångarna i Sobibór gjorde den 14 oktober 1943 uppror och flera hundra lyckades att fly från lägret. Kort efter upproret upphörde mordapparaten i Sobibór, och i likhet med många andra som varit delaktiga i Operation Reinhard sändes Bauer till Trieste i norra Italien, där han inom ramen för Sonderabteilung Einsatz R tjänstgjorde som lastbilschaufför.

### Efter andra världskriget
I andra världskrigets slutskede greps Bauer av amerikanska soldater i Kärnten och fördes till ett krigsfångeläger. Han släpptes 1946, men blev efter några år igenkänd av Samuel Lerer och Ester Raab, båda överlevande från Sobibór. Bauer greps i augusti 1949 och ställdes inför rätta inför Berliner Landgericht för brott mot mänskligheten. Berliner Landgericht dömde den 8 maj 1950 Erich Bauer till döden. Straffet omvandlades 1951 dock till livstids fängelse, då Västtyskland hade avskaffat dödsstraffet. Kort efter domslutet fördes Bauer till Justizvollzugsanstalt Tegel i stadsdelen Tegel i Berlin. Där dog han den 4 februari 1980.